# Dinastia Iustiniană

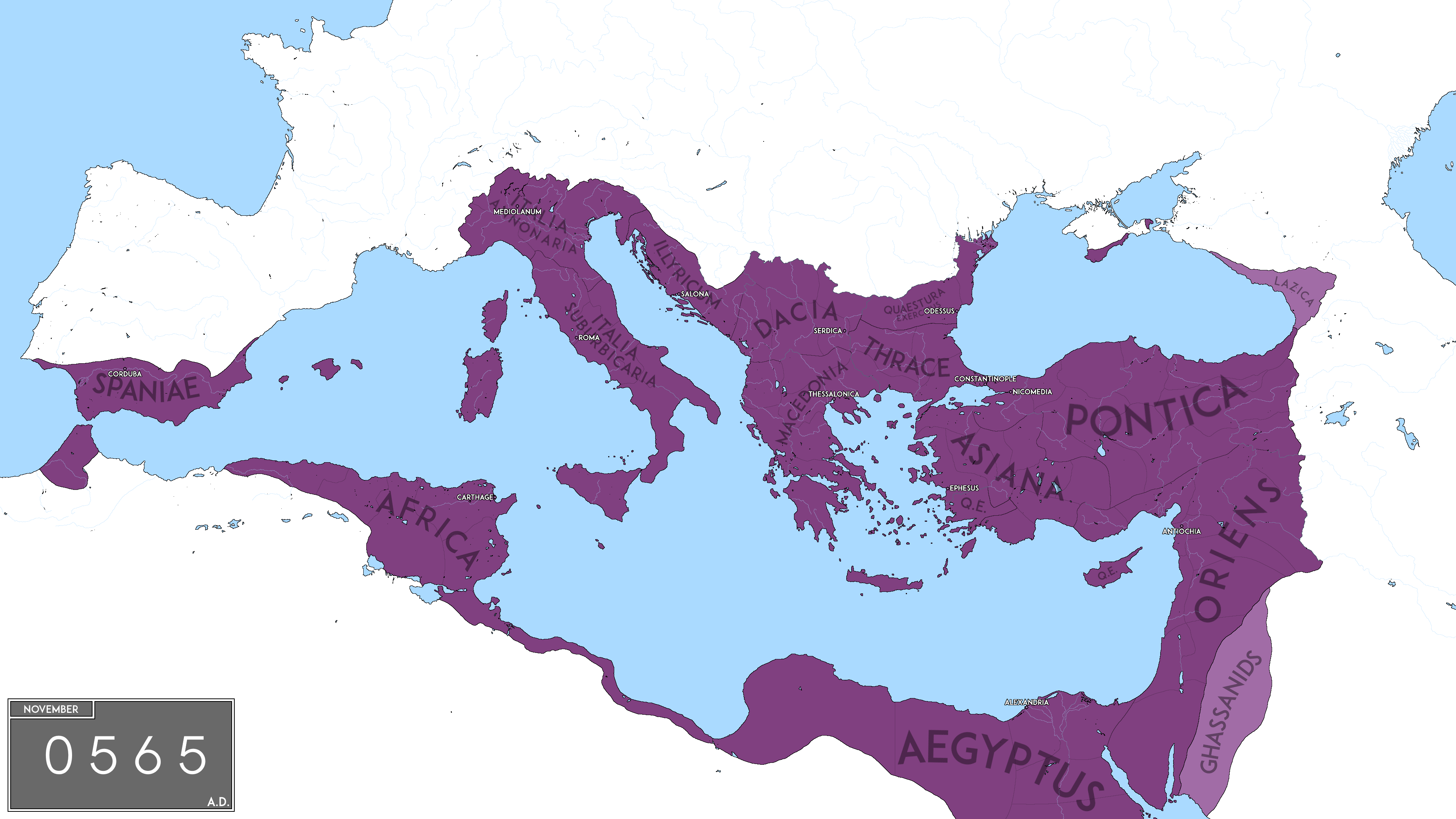
Imperiul Roman de Răsărit la apogeu, în timpul lui Iustinian I.

Dinastia Iustiniană (denumită astfel după cel mai important membru al acesteia, Iustinian I cel Mare) a fost o dinastie care a domnit în Imperiul Roman de Răsărit între 518 și 602. În timpul acestei dinastii imperiul a atins apogeul său teritorial și a devenit o putere mondială (în limitele cunoștințelor politice de atunci).
Împărații din această dinastie au fost:
- Iustin I, 518 - 527
- Iustinian I (cel Mare), 527 - 565, nepotul lui Iustin I
- Iustin al II-lea, 565 - 578, nepotul lui Iustinian I
- Tiberiu al II-lea Constantin, 578 - 582, fiul adoptiv al lui Iustin II al II-lea
- Mauriciu, 582 - 602, fiul adoptiv al lui Tiberiu al II-lea Constantin
- Teodosiu, asociat la tron 590 - 602, fiul lui Mauriciu
- Tiberiu,  asociat la tron 590 - 602, fiul lui Mauriciu